# Gare d’Émerainville - Pontault-Combault
Gare d’Émerainville - Pontault-Combault vasútállomás és RER állomás Franciaországban, Émerainville településen.

## Vasútvonalak
Az állomást az alábbi vasútvonalak érintik:
- Párizs–Mulhouse-vasútvonal

## Kapcsolódó állomások
A vasútállomáshoz az alábbi állomások vannak a legközelebb:
- Gare des Yvris - Noisy-le-Grand (Nanterre – La Folie, RER E)
- Gare de Roissy-en-Brie (Gare de Tournan, RER E)